# 富维耶山
45°45′47″N 4°49′20″E / 45.76306°N 4.82222°E

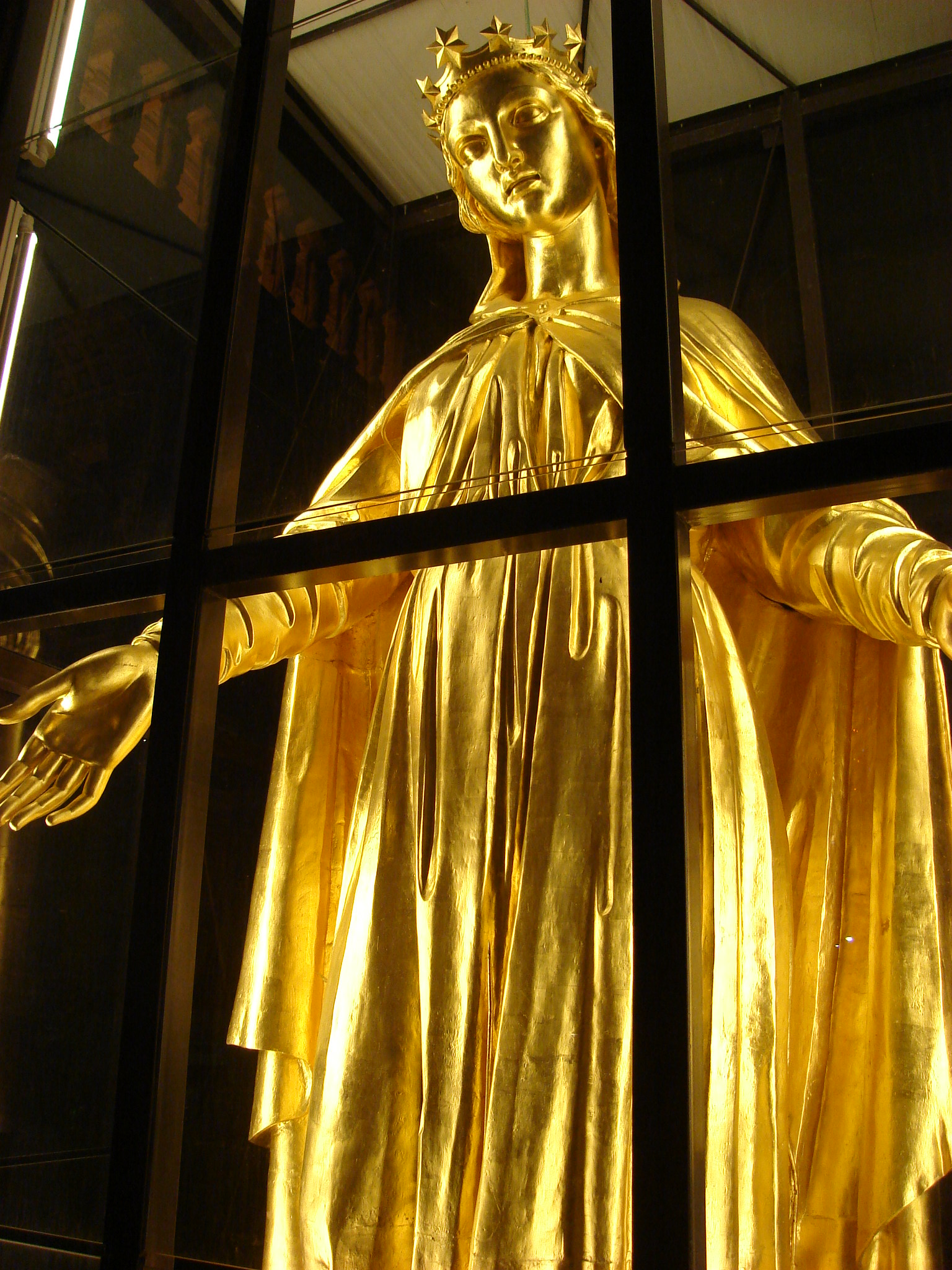
富维耶圣母院内的金色圣母像

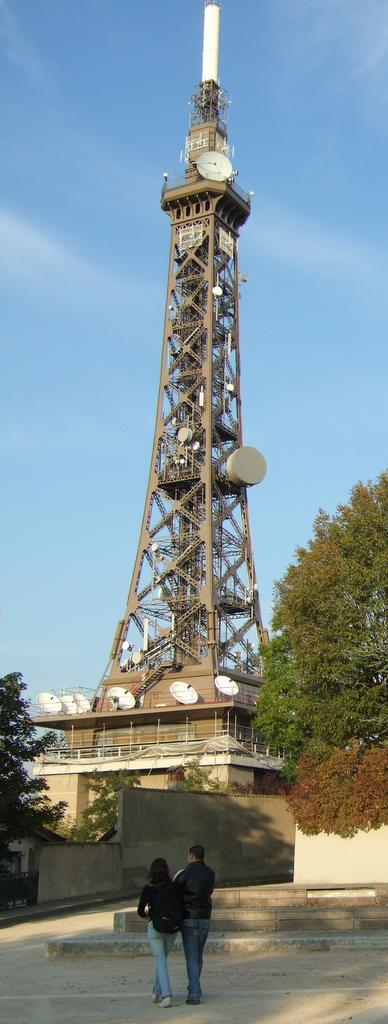
富维耶铁塔

富维耶山（法語：Fourvière，法語發音：[fuʁvjɛʁ]）是法国里昂的一座小山和一个区，位于老城的西侧，面向索恩河一侧较陡，而西北坡较为平缓。这里是最初的罗马殖民地卢格杜努姆（公元前43年）兴建的地点。富维耶山有缆车可以登山，山上有天主教富维耶圣母院，其西北塔楼内的金色圣母像是12月8日庆祝活动的起源，那一天里昂市民都会在窗前点起蜡烛。这一活动每年吸引了成千上万的人来到里昂。富维耶山还有其他许多宗教建筑，例如修道院和小圣堂。这座山在里昂被称为“祷告山”。1998年，这座山被列为世界遗产的一部分。
富维耶山上还有一座富维耶铁塔，它是由土地的业主私人兴建，以与巴黎埃菲尔铁塔竞争。今天，这里是里昂的最高点，由于它座落在山上，事实上它比埃菲尔铁塔的海拔要高。它现在是一个电视转播塔。
在富维耶山的南侧，是古罗马剧场（公元前15年，部分完好），直到20世纪才重新发现，现在设有一个博物馆，夏季的一系列音乐会和歌剧。 
富维耶山下面有一条双线隧道，连接6号高速公路（来自巴黎）和7号高速公路（来自马赛）。在兴建东部绕城公路之前, 这条隧道以塞车著名，因为法国南部和北部之间，以及来自邻国和当地的交通，都要从此经过，里昂上是阿尔卑斯山和中央高原之间仅有的低地。
由于有泉水、地下溪流以及古代的隧道和渡槽，富维耶山是非常脆弱的地方，过去已发生数起塌陷事故。 

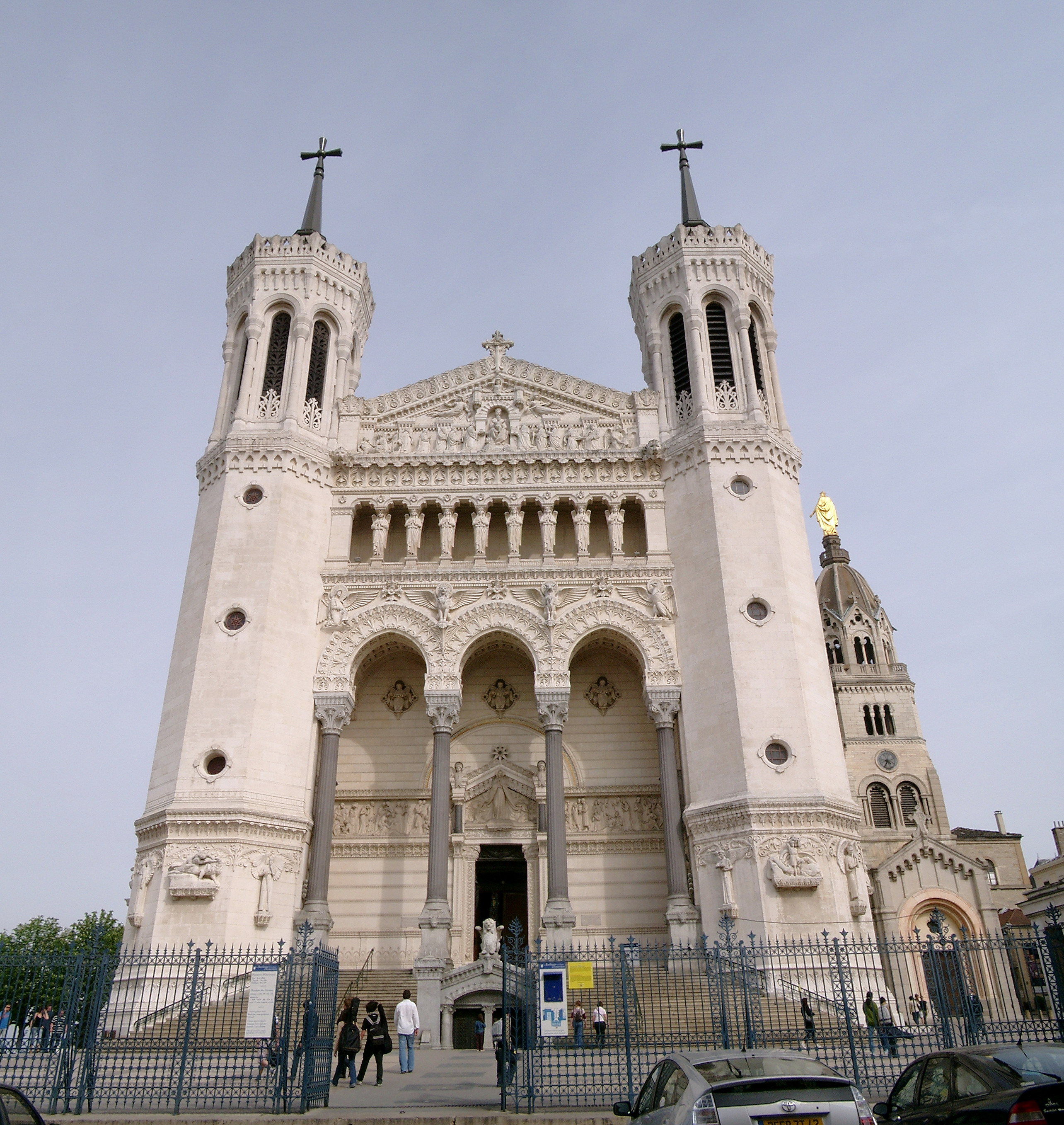
富维耶圣母院
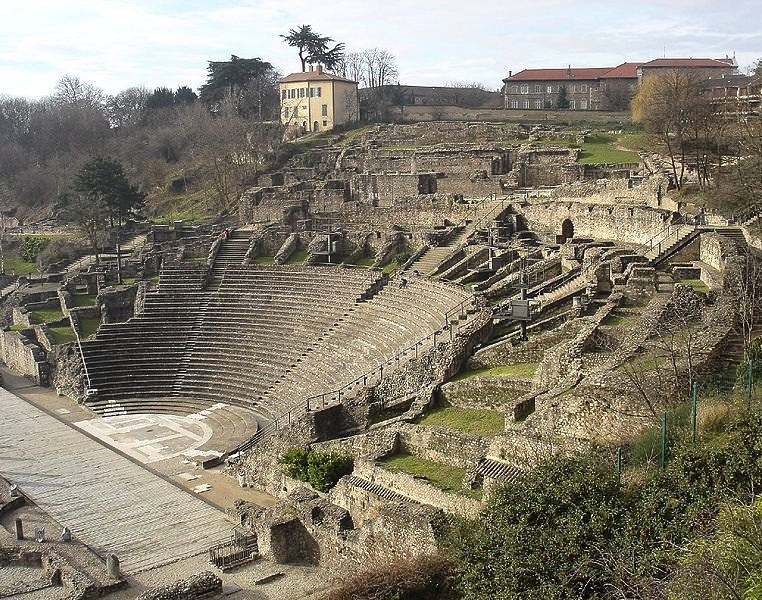
古罗马剧场